# Elmohardyia spatulata
Elmohardyia spatulata är en tvåvingeart som beskrevs av José Albertino Rafael 1988. Elmohardyia spatulata ingår i släktet Elmohardyia och familjen ögonflugor. Inga underarter finns listade i Catalogue of Life.